# South Hanningfield
South Hanningfield – wieś w Anglii, w hrabstwie Essex, w dystrykcie Chelmsford. Leży 10 km na południe od miasta Chelmsford i 48 km na wschód od Londynu.